# Misano Adriatico
Misano Adriatico é uma comuna italiana da região da Emília-Romanha, província de Rimini, com cerca de 11.241 habitantes. Estende-se por uma área de 22,43 km², tendo uma densidade populacional de 461 hab/km². Faz fronteira com Cattolica, Coriano, Riccione, San Clemente, San Giovanni in Marignano.

## Demografia
| Variação demográfica do município entre 1861 e 2011                               |
|                                                                                   |
| Fonte: Istituto Nazionale di Statistica (ISTAT) - Elaboração gráfica da Wikipedia |